# کمپین ناکسویل
کمپین ناکسویل (انگلیسی: Knoxville Campaign) یک مجموعه از جنگ‌های پراکنده در طول جنگ داخلی آمریکا در محدوده شرقی تنسی است که از سال ۱۸۶۳ و در جهت به دست آوردن تسلط بر تنسی به وقوع پیوست